# 超原人2
『超原人2』（スーパーげんじんツー）は、1995年7月28日にハドソンから発売されたスーパーファミコン用横スクロールアクションゲーム。
同社の『原人シリーズ』の11作目となる作品であり、スーパーファミコン用ソフト『超原人』（1994年）の続編である。本作のディレクターは前作に続き吉川昇一が担当、音楽は中村暢之が担当している。
ゲーム内容は主人公の「スーパー原人」を操作し、「キングタマゴドンIII世」を倒す事を目的としている。

## ゲーム内容
基本的なシステムは前作を踏襲しているが、本作ではアイテムの取得により「チビ原人」や「トリ原人」に変身する事ができ、空中飛行や飛び道具による攻撃が可能となった。

## スタッフ
- プロデューサー：宮本徳人
- 総監督：松本成弘
- スーパーバイザー：荒居弘之
- 企画：吉川昇一、松澤運生
- 原作：青木コブ太、阿部K助
- ゲームデザイン：松澤運生
- グラフィックデザイン：青木コブ太
- グラフィック：陣野忍、中村孝子、今井政和、堅木暁、金田浩之、野村尚子、榊原洋子
- プログラムディレクター：白谷守
- プログラム：NORIOT（鈴木規夫）、つるもく（白谷守）、竹重英樹
- サウンドプロデューサー：三井夢之介
- サウンドディレクター：中神紀之
- コンポ－ザー：中村暢之
- オペレーター：小原肇
- 音楽制作：（有）電気未来社
- テクニカルアドバイザー：澤口岳志
- アドバイザー：松永智史、秋元哲也、若林哲也、相馬英樹、三上由起子、鶴岡典子
- 宣伝：中川周治、相沢好一
- マニュアル：前田一恵
- スペシャルサンクス：湯澤河童
- 作画監督：青木コブ太
- 監督：ANGELA（吉川昇一）
- 制作：（株）エーアイ、（有）アンブル
- 制作・著作：（株）ハドソン、（株）レッド・カンパニー

## 評価
ゲーム誌『ファミコン通信』のクロスレビューでは7・7・7・8の合計29点（満40点）、『ファミリーコンピュータMagazine』の読者投票による「ゲーム通信簿」での評価は以下の通りとなっており、20.9点（満30点）となっている。
| 項目 | キャラクタ | 音楽 | お買得度 | 操作性 | 熱中度 | オリジナリティ | 総合 |
| 得点 | 4.0        | 3.4  | 3.1      | 3.3    | 3.6    | 3.4            | 20.9 |